# Epsilon Cephei
Désignations
Epsilon Cephei (en abrégé ε Cep) est une étoile variable de quatrième magnitude de la constellation boréale de Céphée. Elle présente une parallaxe annuelle 38,17 mas telle que mesurée par le satellite Hipparcos, ce qui permet d'en déduire qu'elle est distante d'environ ∼ 85 a.l. (∼ 26,1 pc) de la Terre. Elle se rapproche du Système solaire à une vitesse radiale de −5 km/s.

## Propriétés
Epsilon Cephei est une étoile jaune-blanc, qui s'est vu attribuer les types spectraux de F0 V (Sr II) ou de F0 IV. Elle est donc soit une étoile jaune-blanc de la séquence principale qui montre une surabondance en strontium dans son spectre, soit une sous-géante plus évoluée. L'étoile est 1,64 fois plus massive que le Soleil et elle est âgée d'environ 1,1 milliard d'années. Son rayon est 86 % plus grand que le rayon solaire, elle est 11,7 fois plus lumineuse que le Soleil et sa température de surface est de 7 514 K. Elle tourne sur elle-même à une vitesse de rotation projetée de 91 km/s.
Epsilon Cephei est une étoile variable de type Delta Scuti dont la magnitude apparente varie entre 4,15 et 4,21 selon un cycle qui se répète toutes les 59,39 minutes. L'étoile montre un excès d'émission dans l'infrarouge, ce qui indique la présence d'un disque de débris en orbite. Ce disque possède une température de 65 K et il orbite à une distance moyenne de 62 ua. La poussière est d'une masse égale à 6,6 % la masse terrestre.
Epsilon Cephei possède un compagnon localisé à une distance angulaire de 330 ± 50 mas et selon un angle de position de 90 ± 10°, détecté pour la première fois en 2008. Cela correspond à une séparation projetée de 8,6 ± 1,4 ua. La probabilité qu'une étoile quelconque soit située aussi proche d'Epsilon Cephei est d'environ une sur un million, donc elle est très probablement physiquement associée. Si c'est bien le cas, alors le disque de débris est probablement circumbinaire. Le fait que ce compagnon n'ait pas été détecté durant la mission d'Hipparcos pourrait indiquer que son orbite présente une grande excentricité. Sa magnitude dans la bande K est de 7,8 et il a un type spectral probable de K8–M2.

## Nomenclature
ε Cephei, latinisé en Epsilon Cephei, est la désignation de Bayer de l'étoile. Elle porte également la désignation de Flamsteed de 23 Cephei.
En astronomie chinoise traditionnelle, ε Cephei faisait partie de l'astérisme de Tengshe (en chinois 螣蛇), représentant un serpent aquatique.